# Can Nasi Paleta
Can Nasi Paleta és una obra de Manlleu (Osona) inclosa a l'Inventari del Patrimoni Arquitectònic de Catalunya.

## Descripció
Edifici de planta baixa i dues plantes pis. Les obertures de la planta baixa no segueixen els eixos creats en les plantes pis, a cada planta hi trobem dosbalcons amb barana de ferro forjat. Les obertures estan emmarcades amb maó vist i decoració amb rajola ceràmica. La coberta se sustenta per biguetes.
L'autor és Ignasi Mas, un dels mestes d'obres més ben considerat entre els anys 1910 i 1936, es construeix la seva pròpia casa. Va ser un dels principals impulsors dels corrents noucentistes i modernistes a Manlleu. En aquesta obra no s'aprecia un estil depurat com en altres obres seves però s'observa una major llibertat d'acció en l'ornament.